# Donacidae
Donacidae è una famiglia di molluschi bivalvi.

## Generi
- Donax Linnaeus, 1758
- Iphigenia Schumacher, 1817